# آیزناخ ۱۰۷۷۴
سیارک ۱۰۷۷۴ (به انگلیسی: 10774 Eisenach، نامگذاری:1991AS2) ده هزار و هفتصد و هفتاد و چهارمین سیارک کشف شده‌است که در ۱۵ ژانویه ۱۹۹۱ کشف شد.
قدر مطلق سیارک برابر ۱۴٫۶۰ است.